# Driopídeos
Driopídeos (Dryopidae) é uma família de escaravelhos aquáticos, da superfamília Byrrhoidea. Foi descrita por Billberg em 1820.

## Géneros
- Ahaggaria Bollow, 1938
- Ceradryops Hinton, 1937
- Drylichus Heller, 1916
- Dryops Olivier, 1791
- Elmomorphus Sharp, 1888
- Elmoparnus Sharp, 1882
- Geoparnus Besuchet, 1978
- Guaranius Spangler, 1991
- Helichus Erichson, 1847
- Holcodryops Spangler, 1987
- Malaiseianus Bollow, 1940
- Onopelmus Spangler, 1980
- Oreoparvus Delève, 1965
- Parahelichus  Bollow, 1940[3]
- Parnida, Broun, 1880[4]
- Pelonomus Erichson, 1847
- Phallodryops, Delève, 1963[5]
- Pomatinus, Sturm 1853[6]
- Postelichus Nelson, 1989
- Praehelichus, Bollow, 1940[7]
- Protoparnus Sharp, 1883
- Pseudopelonomus Brown, 1981
- Quadryops Perkins & Spangler, 1985
- Rapnus Grouvelle, 1899
- Sostea Pascoe, 1860
- Sosteamorphus Hinton, 1936
- Strina Redtenbacher, 1867
- Stygoparnus Barr & Spangler, 1992
- Uenodryops Satô, 1981
- Palaeoriohelmis Bollow, 1940 (extinto[8])
- Potamophilites Haupt, 1956(extinto[9])